# Садофьев, Игорь Васильевич
И́горь Васи́льевич Садо́фьев (род. 28 января 1956 года) — российский военный деятель, генерал-лейтенант.

## Биография
Родился 28 января 1956 года в селе Братовщина (Московская область). В 1977 году окончил Качинское высшее военное авиационное училище летчиков имени А. Ф. Мясникова. Проходил службу в Узбекистане, Афганистане и ПНР. Выполнил более 100 боевых вылетов. В 1987 году окончил Военно-воздушную академию имени Ю. А. Гагарина. После окончания учёбы был назначен на должность старшего штурмана полка, затем — командира эскадрильи в истребительном авиационном полку (Латвийская ССР). В 1990 году был переведен в Западную группу войск в ГДР на должность заместителя командира полка. С 1993 года — командир авиационного полка (Забайкальский военный округ). В 1996 году — начальник штаба дивизии в Бурятии, позже — командир 246-й истребительной авиационной Мукденской дивизии. В 1998 году — заместитель командира отдельного корпуса ВВС и ПВО (Чита), в этом же году занял должность командира 6-й дивизии ПВО Дальневосточного объединения ВВС и ПВО в Комсомольске-на-Амуре.
В 1999 году поступил на учёбу в Военной академии Генштаба, после окончания которой назначен на должность заместителя командующего 4-й армией ВВС и ПВО в Ростове-на-Дону. Через шесть месяцев на должность командующего 11-й армией ВВС и ПВО в Хабаровске.
14 мая 2007 года назначен на должность начальника авиации — заместителя главнокомандующего ВВС России. В октябре 2011 года покинул этот пост в связи с достижением предельного возраста пребывания на военной службе.

## Награды
- Орден Святого Георгия IV степени № 005 (2008)
- Орден «За военные заслуги»
- Орден Красной Звезды
- Заслуженный военный лётчик Российской Федерации
- Премия Правительства Российской Федерации за значительный вклад в развитие Военно-воздушных сил (17 декабря 2012) — за организацию и руководство строительством и развитием Военно-воздушных сил на соответствующих командных должностях[2]